# Spoor (bouwkunde)

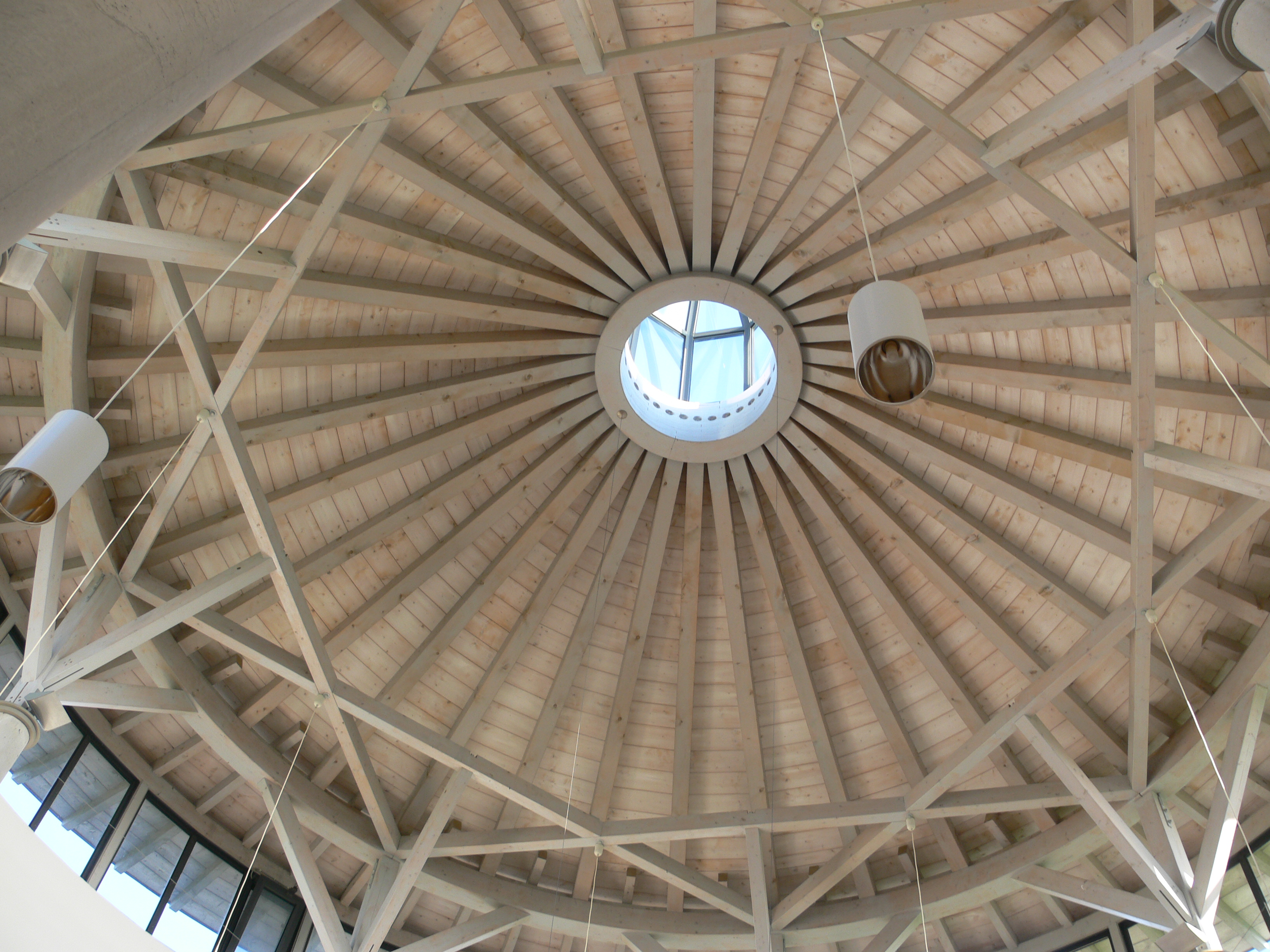
Sporenkap met horizontaal dakbeschot

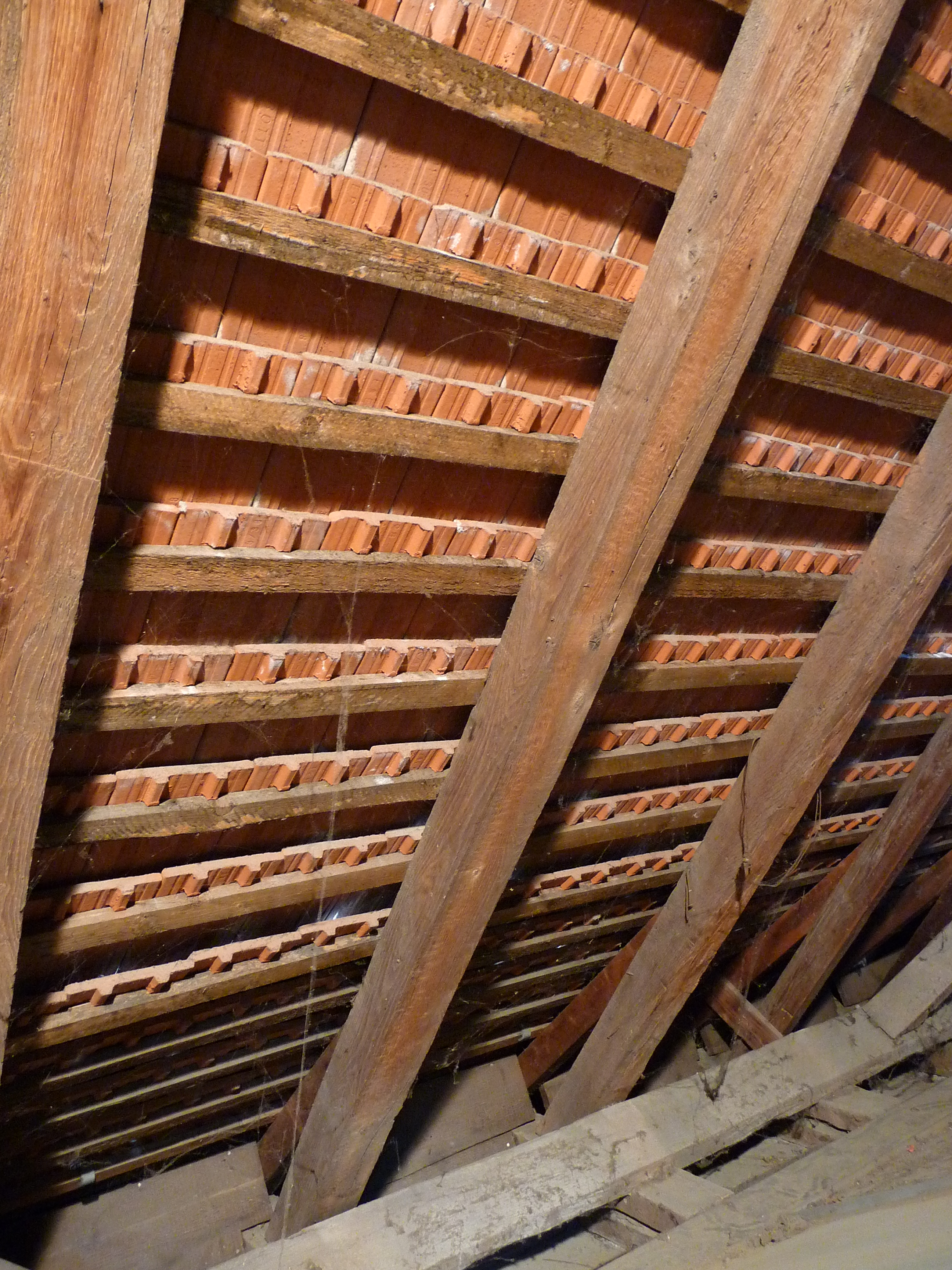
Dak vanaf de binnenzijde gezien. De panlatten zijn rechtstreeks op de sporen aangebracht

Een spoor, dakspoor of dakspar is een tamelijk dun stuk hout dat rond of rechthoekig van doorsnede is en dient voor de ondersteuning van horizontaal aan te brengen dakbeschot of van panlatten bij een onbeschoten dak (geen dakbeschot aanwezig). De sporen worden aan de dakvoet op de muurplaat bevestigd, dit kan met draadnagels of door middel van een simpele houtverbinding (een ingelaten tand). Aan de boven- of nokzijde rusten de sporen tegen elkaar, de nokgording wordt onder de sporen aangebracht. Het is ook mogelijk dat de sporen tegen de nokgording worden pasgemaakt, op deze manier kan er een nokruiter worden aangebracht die weer nodig is voor eventuele nokvorsten. Sporen worden toegepast in een sporenkap, dat is een kap zonder gordingen en spanten. De sporen worden ongeveer 80 cm hart op hart aangebracht.